# Massaër Dieng
Pour les articles homonymes, voir Dieng.
Massaër Dieng, né en 1976 à Dakar et mort le 12 janvier 2012, est un scénariste et réalisateur sénégalais.

## Biographie
Né au Sénégal en 1976, il fait ses études cinématographiques en France,. Il est titulaire d'un Dess en Audiovisuel et Cinéma.
Il meurt jeune et est enterré le jeudi 12 janvier 2012 dans la ville de Touba, au Sénégal.

## Filmographie

### Long métrage
- 2004 : Bul déconné ! (réalisé avec Marc Picavez)
- 2011 : Dakar, en attendant la pluie[4]

### Court métrage
- 2008 : Dakar DK 1739

## Récompenses
- Bul Déconné !
  - Ebène de la meilleure fiction, Festival du film de Quartier de Dakar, 2005
  - Sélectionné au Muestra de Cine Africano, Tarifa, 2005
  - AfrikaFilm Festival, Bruxelles, 2005
  - Festival Premiers Plans, Angers, 2005
  - Festival International du Film, Amiens, 2005
  - Compétition officielle vidéo des Journées cinématographiques de Carthage, 2005[5].
  - Mention spéciale du jury, Vues d'Afrique, Montréal, 2006[5].
  - Prix Henri Dupac, Ouidah, Bénin, 2007[6],[7]
  - Sélection officielle, Fespaco, 2007[6]
  - Festival du film africain, New York, 2007[6]
  - Festival international du film, Tiburon, 2007[6]